# Tokindo Okada
Tokindo Okada  (japanisch 岡田 節人 Okada Tokindo; geboren 4. Februar 1927 in Itami (Präfektur Hyōgo); gestorben 17. Januar 2017 in Kyōto) war ein japanischer Forscher auf dem Gebiet der Entwicklungsbiologie.

## Leben und Wirken
Tokindo Okada machte 1950 seinen Studienabschluss an der Naturwissenschaftlichen Fakultät der Universität Kyōto. Von 1957 bis 1959 bildete er sich in Großbritannien an der Universität Edinburgh auf dem Gebiet der Tiergenetik weiter. Nach seiner Rückkehr wurde er zum Dr. rer. nat promoviert. 1967 wurde er zum Professor für Zoologie, 1971 übernahm er den Lehrstuhl für Biophysik. 1985 wurde er als „Meiyo Kyōju“ verabschiedet.
Von 1981 bis 1985 war Okada Präsident der „International Society of Developmental Biologists“, von 1984 bis 1989 Direktor des „Forschungsinstituts für Grundlagen der Biologie“ (基礎生物学研究所, Kiso seibutsugaku kenkyūko) des damaligen „Okazaki kokuritsu kyōdo kenkyū kikō“ (岡崎国立共同研究機構), von 1993 bis 1998 war er Gründungsdirektor des „Seimeishi Kenkyūkan“ von Japan Tobacco.
Okada führte histologische Untersuchungen zur Magen-Darm- und Nierenentwicklung bei Amphibien durch. Weiter konnte er weltweit zum ersten Mal Kristallkörper aus Hühner-Embryos züchten, und zwar von der Retina aus. Mit dieser Differenzierungsumwandlung konnte er beweise, dass Zellpluripotenz nicht nur im Stammzellen-Stadium möglich ist.
Von der „Internationalen Gesellschaft für Entwicklungsbiologen“ wurde Okada 1989 mit dem „Ross Harrison Preis“ ausgezeichnet. 1995 wurde Okada als Person mit besonderen kulturellen Verdiensten geehrt und 2007 mit dem Kulturorden ausgezeichnet. Seine Heimatstadt Itami und Kyōto ernannten ihn 2008 zum Ehrenbürger.